# دورتيول

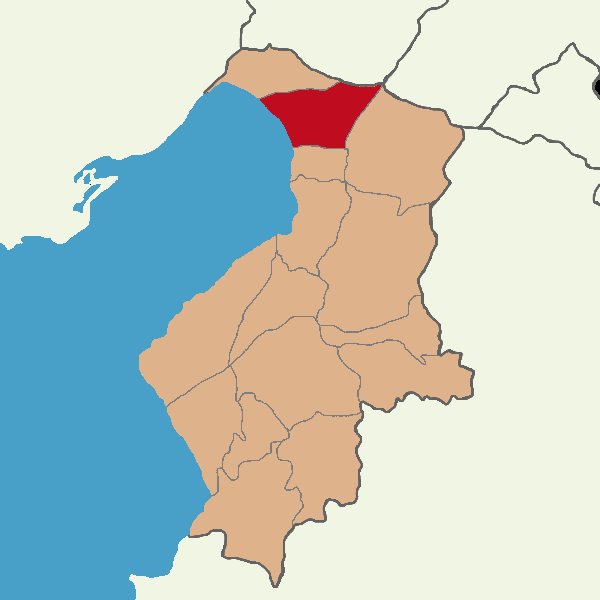
خريطة موقع منطقة دورتول في محافظة هاتاي، تركيا

دورتيول (بالتركية: Dörtyol) هي مدينة تقع في محافظة هاتاي في تركيا، تبعد 26 كلم عن مدينة إسكندرونة وهي مطلة على خليج إسكندرون في البحر الأبيض المتوسط، يتواجد في هذه المدينة ميناء ويتم تصدير النفط منه.

## الجغرافيا
معنى اسم دورتيول هو الطرق الأربعة، من الشمال والشرق تتواجد بالقرب منها جبال الأمانوس وفي الغرب تجاور سهل تشوكوروفا، يبلغ عدد سكانها 75 ألف نسمة.